# Giannis Vroutsis

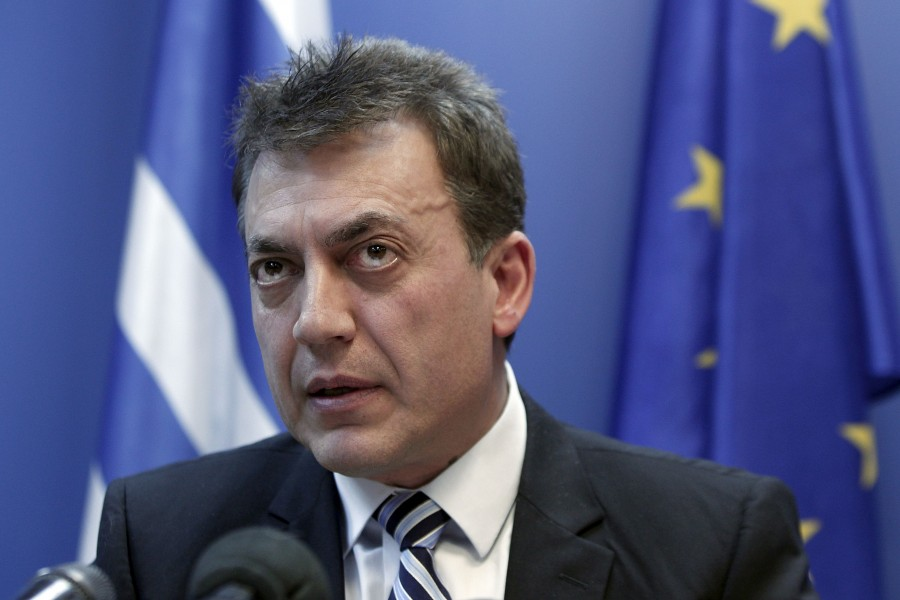
Giannis Vroutsis

Giannis Vroutsis (griechisch Γιάννης Βρούτσης, * 1. Juni 1963 in Athen) ist ein griechischer Politiker. Er war von 2012 bis 2015 Arbeitsminister im Kabinett Samaras.
Vroutsis’ Familie stammt von den Kykladeninseln Naxos und Amorgos. Giannis Vroutsis studierte an der Wirtschaftswissenschaftlichen Abteilung der Fakultät für Rechtswissenschaften, Wirtschafts- und Politische Wissenschaften der  Nationalen und Kapodistrias-Universität Athen und schloss ein Diplom-Aufbaustudium an der Pantion-Universität Athen an.
Er arbeitete mehrere Jahre in der Privatwirtschaft und dann im  Finanzministerium.
Seine politische Karriere begann er als Aktivist der Jugendorganisation ONNED der konservativen Nea Dimokratia. 1990 wurde er in den Gemeinderat der Athener Vorstadtgemeinde Vyronas gewählt. In der Folgezeit engagierte er sich in Gremien der Kommunal- und Regionalverwaltung insbesondere auf Präfekturebene und war 2004 bis 2007 Vorsitzender der griechischen Gesellschaft für kommunale Entwicklung und Kommunalverwaltung.
Bei der Parlamentswahl 2007 wurde er erstmals als Abgeordneter der Nea Dimokratia in das griechische Parlament gewählt. Bei den Wahlen 2009, im Mai 2012 und im Juni 2012 wurde er wiedergewählt.
Vom 21. Juni 2012 bis 26. Januar 2015 war er Minister für Arbeit, soziale Sicherheit und Wohlfahrt im Kabinett Samaras.